# Brave (2012)

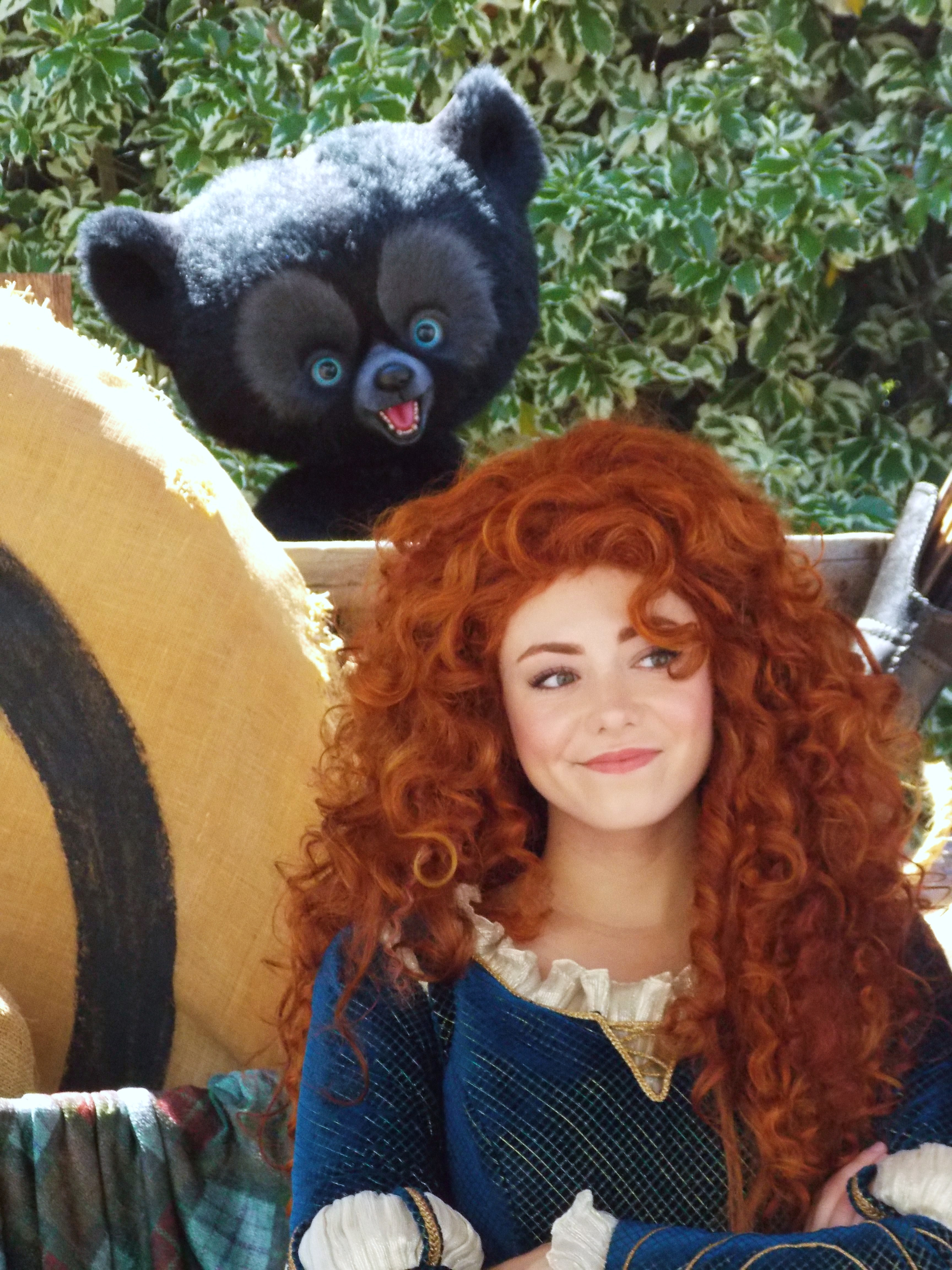
Actrice in de rol van Merida in Disneyland

Brave (eerder: The Bear and the Bow) is de eerste animatiefilm van de samenwerking tussen The Walt Disney Company en Pixar Animation Studios. De film is geregisseerd door Mark Andrews en bevat rollen voor Kelly Macdonald, Julie Walters en Emma Thompson. De film verscheen op 27 juni 2012 in Nederland en op 18 juli 2012 in België in de bioscopen. Er verscheen ook een op de film gebaseerd gelijknamig computerspel.

## Verhaal
Het verhaal speelt zich af in een fictief middeleeuws Schotland, in een tijd waarin vier clans om de macht strijden. Merida is de impulsieve dochter van koning Fergus en koningin Elinor. Vanaf jonge leeftijd wordt ze door haar moeder voorbereid op de troon. Merida gaat echter veel liever haar eigen gang, en wanneer ze de kans krijgt, haalt ze stoere streken uit en bekwaamt ze zich in het boogschieten.
Op een dag krijgt ze van haar ouders te horen dat er de volgende dag drie prinsen zullen langskomen. Ze zullen op een toernooi gaan uitvechten wie de beste is, en deze prins mag vervolgens met Merida trouwen. Dat is de traditie, en de traditie moet gevolgd worden. Maar Merida wil helemaal niet met een van de prinsen trouwen. Tijdens een boogschiettoernooi zet ze de boogschietvaardigheden van de drie prinsen - en hun clan - voor schut. De clans zijn woedend en dreigen met oorlog. De wijze koningin Elinor weet de menigte gelukkig te bedaren, en spreekt haar dochter Merida daarna woedend aan op haar impulsieve gedrag.
Overmand door emotie vlucht Merida het bos in. Midden in het bos belandt ze bij een hutje waarin een excentriek oud vrouwtje woont. Wanneer Merida erachter komt dat het oude vrouwtje niet alleen houtbewerkster is, maar ook een heks, smeekt Merida haar om haar moeder te laten veranderen. Na veel aandringen, en de belofte om alle houtsnijwerkjes te kopen die de heks heeft liggen, gaat de heks overstag. Merida krijgt een cakeje mee. Als haar moeder dat opeet, zal dat haar veranderen.
Eenmaal terug in het kasteel is koningin Elinor zo blij dat haar dochter weer terug is, dat ze zich makkelijk laat inpalmen en van het cakeje eet. Binnen korte tijd begint de spreuk te werken. Maar koningin Elinor verandert niet zomaar, ze verandert in een beer! Merida smokkelt haar moeder ongezien het kasteel uit, op zoek naar de heks om haar moeder weer terug te veranderen. De heks is echter verdwenen, maar heeft wel een cryptisch bericht voor Merida achtergelaten: binnen twee dagen moet "de verbroken band weer geheeld zijn", anders zal koningin Elinor voor altijd een beer blijven.
Na verschillende omzwervingen, misverstanden en avonturen, waarin Merida alle clans weer op één lijn krijgt zonder dat ze met een van de prinsen hoeft te trouwen, ze de vloek opheft van iemand die eeuwen geleden permanent in een beer was veranderd, en ook de drie kleine broertjes van Merida de nodige streken uithalen, lijkt de berenvloek over koningin Elinor toch nog niet op tijd opgeheven te worden. Merida heeft oprecht spijt van alles wat ze haar moeder heeft aangedaan en huilt uit bij haar berenmoeder, die daardoor op het nippertje weer menselijk wordt: de verbroken band tussen Merida en haar moeder is hersteld.
De clans vertrekken uiteindelijk tevreden huiswaarts.
Wie tot na de aftiteling van de film kan wachten, wordt nog getrakteerd op een korte scène waarin de bestelde houtsnijwerkjes van de heks eindelijk bij het kasteel van de koning worden bezorgd.

## Rolverdeling
| Personage       | Engelse stem                          | Vlaamse stem                            | Nederlandse stem                                                       |
| --------------- | ------------------------------------- | --------------------------------------- | ---------------------------------------------------------------------- |
| Merida          | Kelly Macdonald / Julie Fowlis (zang) | Evelien Bosmans / Eva De Roovere (zang) | Caro Lenssen / Marieke Dollekamp (zang) / Fleur van de Water (trailer) |
| Koningin Elinor | Emma Thompson                         | Els Dottermans                          | Renée Soutendijk                                                       |
| Koning Fergus   | Billy Connolly                        | Hubert Damen                            | Peter Tuinman                                                          |
| Heer Macintosh  | Craig Ferguson                        | Koen De Graeve                          | Marco Bakker                                                           |
| Heer MacGuffin  | Kevin McKidd                          | Johan Heldenbergh                       | Ernst Daniël Smid                                                      |
| Heer Dingwall   | Robbie Coltrane                       | Guy Mortier                             | Henk Poort                                                             |
| De heks         | Julie Walters                         | An Nelissen                             | Jenny Arean                                                            |

## Muziek
| 1.                 | Touch the Sky (door Julie Fowlis)                                                | 2:31 |
| 2.                 | Into the Open Air (door Julie Fowlis)                                            | 2:41 |
| 3.                 | Learn Me Right (door Birdy en Mumford & Sons)                                    | 3:46 |
| 4.                 | Fate and Destiny                                                                 | 4:17 |
| 5.                 | The Games                                                                        | 1:53 |
| 6.                 | I Am Merida                                                                      | 2:23 |
| 7.                 | Remember to Smile                                                                | 2:17 |
| 8.                 | Merida Rides Away                                                                | 4:07 |
| 9.                 | The Witch's Cottage                                                              | 4:26 |
| 10.                | Song of Mor'du (door Billy Connolly)                                             | 2:17 |
| 11.                | Through the Castle                                                               | 4:34 |
| 12.                | Legends Are Lessons                                                              | 4:06 |
| 13.                | Show Us the Way                                                                  | 3:46 |
| 14.                | Mum Goes Wild                                                                    | 3:25 |
| 15.                | In Her Heart                                                                     | 2:36 |
| 16.                | Noble Maiden Fair (A Mhaighdean Bhan Uasal) (door Emma Thompson en Peigi Barker) | 2:36 |
| 17.                | Not Now!                                                                         | 3:34 |
| 18.                | Get the Key                                                                      | 3:15 |
| 19.                | We've Both Changed                                                               | 5:30 |
| 20.                | Merida's Home                                                                    | 1:32 |
| Totale duur: 61:72 |                                                                                  |      |